# Kelberg
Kelberg là một đô thị thuộc huyện Vulkaneifel, bang Rheinland-Pfalz, phía tây nước Đức. Đô thị này nằm ở Eifel, khoảng 12 km về phía đông bắc Daun.
Kelberg là thủ phủ của Verbandsgemeinde Kelberg.